# Xestia hebridicola
Xestia hebridicola là một loài bướm đêm trong họ Noctuidae.